# Reisjärvi
Reisjärvi est une municipalité du centre-ouest de la Finlande, dans la province d'Oulu et la région d'Ostrobotnie du Nord.

## Politique
La municipalité, très agricole, est un bastion du Parti du centre, l'ancien parti agrarien, qui a raflé 15 des 21 mandats de conseillers municipaux aux élections de 2004.

## Démographie
Depuis 1980, l'évolution démographique de Reisjärvi est la suivante,:
| Année      | 1980  | 1985  | 1990  | 1995  | 2000  | 2005  |
| ---------- | ----- | ----- | ----- | ----- | ----- | ----- |
| population | 3 637 | 3 642 | 3 613 | 3 533 | 3 274 | 3 106 |
| Année      | 2010  | 2015  | 2020  |       |       |       |
| population | 2 973 | 2 902 | 2 707 |       |       |       |

## Géographie
La commune est la plus méridionale de la région. Elle est traversée par le système de moraines du Suomenselkä. Une bonne partie de la commune est couverte de forêts largement sauvages, les champs cultivés étant concentrés à proximité du bourg et de la rivière Kalajanjoki, qui donne naissance un peu en aval à la rivière Kalajoki.
Le village-centre est situé à 175 km au sud de la capitale provinciale Oulu.
Les municipalités limitrophes sont Sievi au nord-ouest, Haapajärvi au nord-est, côté Finlande-Centrale Pihtipudas au sud-est et Kinnula au sud, et enfin Lestijärvi au sud-ouest (Ostrobotnie-Centrale).

## Galerie

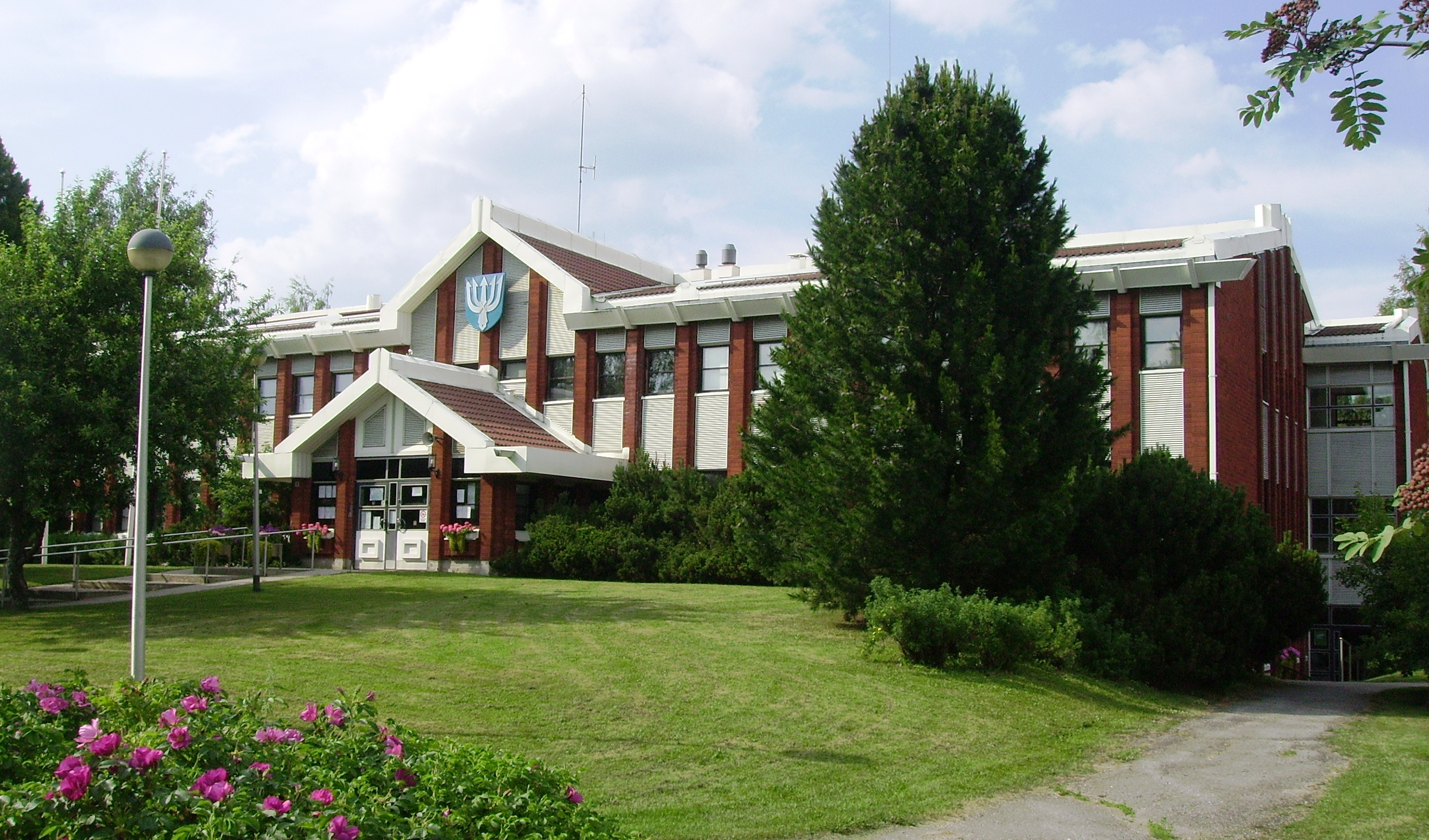
Mairie de Reisjärvi.
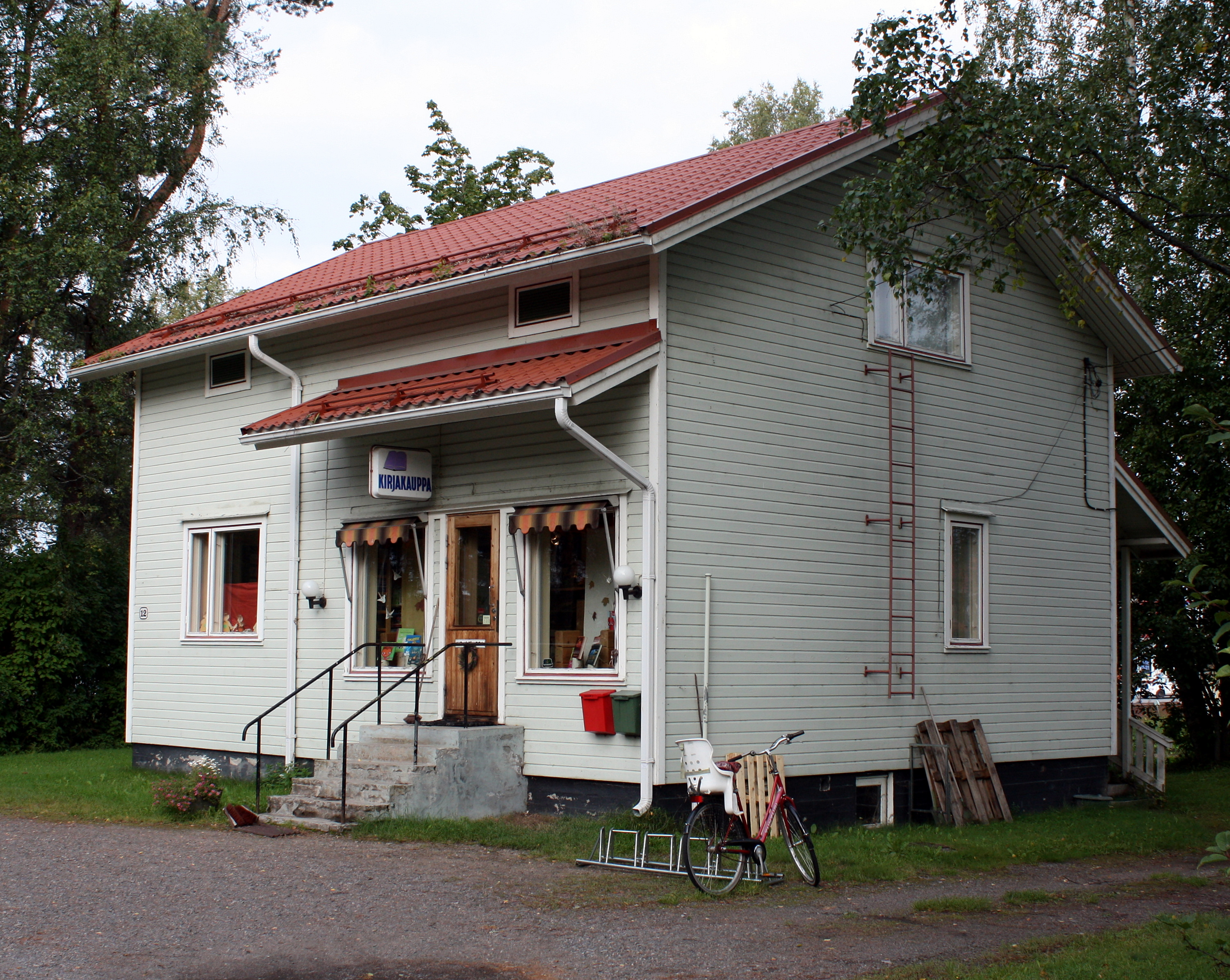
Librairie de Reisjarvi.